# 名古屋聖霊短期大学
名古屋聖霊短期大学（なごやせいれいたんきだいがく、英語: Nagoya Seirei Junior College）は、愛知県瀬戸市せいれい町2に本部を置いていた日本の私立大学である。1970年に設置され、2005年に廃止された。大学の略称は短大。

## 概要

### 大学全体
- 愛知県瀬戸市に所在した日本の私立短期大学で、設置主体は学校法人南山学園[1]。
- 1970年に学校法人名古屋聖霊学園を母体として開学。
- その後、学校法人南山学園により組織変更される。
- 設置された学科は家政学科のほか国際文化学科である。
- 2003年度の入学生を最後に[注釈 2]、2005年に短期大学としての使命を終える[2]。
- 開学から閉学までの間に輩出した卒業生数は9,999人[3]。

### 建学の精神（校訓・理念・学是）
- 名古屋聖霊短期大学における建学の精神：『基督教精神に基づく「人間の尊厳」の深い理解と人間愛の実践』[3]

### 教育および研究
- 生活学科が置かれていた。生活文化専攻では、「食文化」・「インテリアデザイン」・「人間関係」・「教養」の各コースが設けられ、食物栄養専攻では、栄養士の養成を執り行っていた」。

### 学風および特色
- 聖霊奉侍布教修道女会を母体として設立され、キリスト教思想に基づいた教育が行われていた。学生は女子のみだった[3]。
- 海外研修制度を執り行っていた。実績としてアイルランド・イギリス・フィリピン・オーストリア・アメリカ・オーストラリアなどがあった[3]。

## 沿革
- 1948年
  - 学校法人名古屋聖霊学園が創設される。
- 1970年
  - 1月21日 左記を以て文部省[注 3]より短期大学の設置が認可される[4]。
  - 4月1日 学校法人名古屋聖霊学園により名古屋聖霊短期大学が開学。なお内容は以下の通りとなっている[5]。
    - 家政学科 
      - 家政専攻 入学定員50名
      - 食物栄養専攻 入学定員50名

  - 5月1日 学生数[6]/定員
    - 家政学科 66[注釈 3]/100[7]
- 1976年
  - 4月1日 家政学科家政専攻の入学定員を50[8]→100[9]に増員[10]。
  - 5月1日 学生数[11]/定員
    - 家政学科 319[注釈 3]/250
- 1982年
  - 4月1日 以下の学科を増設する[注 4]。
    - 国際文化学科 入学定員100名[14]

  - 5月1日 学生数[15]/定員
    - 家政学科 345[注釈 3]/300
    - 国際文化学科 116[注釈 3]/100
- 1983年
  - 4月1日 家政学科の家政専攻に替わり生活文化専攻を置く[注 5]。
- 1986年
  - 4月1日 学科の入学定員増を以下の通り行う[注 6]
    - 家政学科生活文化専攻 100→150
    - 国際文化学科 100→150

  - 5月1日 学生数[20]/定員
    - 家政学科 451[注釈 3]/350
    - 国際文化学科 300[注釈 3]/250
- 1988年
  - 4月1日 家政学科を生活学科に変更[21]。
  - 5月1日 学生数[22]/定員
    - 生活学科 241[注釈 3]/200
    - 国際文化学科 383[注釈 3]/300
- 1991年
  - 4月1日 学科の定員増を以下の通り行う[注 7]
    - 生活学科生活文化専攻 150[注釈 4]→200[注釈 5]
    - 国際文化学科 150[注釈 4]→200[注釈 5]

  - 5月1日 学生数[27]/定員
    - 生活学科 599[注釈 3]/450
    - 国際文化学科 467[注釈 3]/400
- 1992年
  - 5月1日 学生数[注 8]/定員
    - 生活学科 668[注釈 3]/500
    - 国際文化学科 471[注釈 3]/400
- 1995年
  - 4月1日 運営主体の吸収合併に伴い、学校法人南山学園に変更[30]。
- 1999年
  - 4月1日 国際文化学科の学生募集を最終とする[注 9]
  - 5月1日 学生数[32]/定員
    - 生活学科 487[注釈 3]/500
    - 国際文化学科 236[注釈 3]/400
- 2000年
  - 4月1日 生活文化学科生活文化専攻の入学定員を200→180に減員[31]。
- 2000年代
  - 4月1日 生活文化学科生活文化専攻の入学定員を180→120に減員。
- 2001年
  - 5月29日 左記をもって国際文化学科が正式に廃止となる[33]。
- 2003年
  - 4月1日 この年度の入学生で学生募集を終了[注釈 2]。
- 2005年
  - 7月29日 左記をもって正式に廃止となる[2]。

## 基礎データ

### 所在地
- 愛知県瀬戸市せいれい町2[注釈 1]

### 象徴
- 名古屋聖霊短期大学のカレッジマークは右記資料にあり[34]。

## 教育および研究

### 組織

#### 学科
- 生活学科
  - 生活文化専攻 入学定員120名[注釈 6]
  - 食物栄養専攻 入学定員50名[注釈 6]
- 国際文化学科 入学定員200名[注 10]

#### 専攻科
- なし

#### 別科
- なし

#### 取得資格について
資格
- 栄養士：生活学科食物栄養専攻にて設置されていた[37]。

教職課程
- 中学校教諭二種免許状（家庭）(保健)：生活学科生活文化専攻の前身である家政学科生活文化専攻にて設置されていた[注 11]。

受験資格
- 二級建築士：生活学科生活文化専攻にて設置されていた[37]。

### 研究
- 『名古屋聖霊短期大学紀要』[42]

## 学生生活

### 部活動・クラブ活動・サークル活動
- 名古屋聖霊短期大学で活動していたクラブ活動
  - 体育系：ゴルフ・硬式テニス・スキーほか。
  - 文化系：ボランティア・合唱・心理学・天文・フランス語会話・パイプオルガン・写真ほか。

### 学園祭
- 名古屋聖霊短期大学の学園祭は「聖麦祭」と呼ばれていた。

## 大学関係者と組織

### 大学関係者組織
- 名古屋聖霊短期大学の同窓会は「聖麦会」と称する。

### 大学関係者一覧

#### 出身者
- 安藤あき子（1992年ミス・ユニバース・ジャパン）

## 施設

### キャンパス
- 聖霊チャペル・学生会館・体育館・図書館・学生食堂・セミナーハウスほか。

### 寮
- 「マリアハウス」

## 対外関係

### 他大学との協定

#### アメリカ
- Chestnut Hill College
- Delta College
- Harcum Junior College

### 姉妹校
- 南山大学
- 南山短期大学
- 聖霊女子短期大学

## 卒業後の進路について

### 編入学・進学実績
- 生活学科：南山大学のほか、三重大学・愛知県立大学・共立女子大学・東海女子大学・愛知産業大学・愛知みずほ大学・金城学院大学・岐阜女子大学・愛知大学・愛知学院大学・愛知学泉大学・愛知淑徳大学・椙山女学園大学・中部大学・中京大学・中京女子大学・名古屋外国語大学・名古屋学院大学・名古屋女子大学・日本福祉大学・京都外国語大学・成安造形大学・帝塚山学院大学・神戸芸術工科大学ほか[43]。